# Pony Island
Pony Island je videohra vytvořená firmou Daniel Mullins Games v roce 2016. Jedná se logickou a zároveň plošinovou hru. Drtivá většina hry je vytvořena ve stylu arkádových her z 90. letech. Cílem hry je hrát za poníka a přeskakovat překážky, sbírat tikety (v celé hře jich je 24) a řešit hádanky. Hra má dva konce, přičemž jeden z nich je skrytý.